# Fédération nationale de la presse italienne
La Fédération nationale de la presse italienne, en italien : Federazione Nazionale Stampa Italiana (FNSI), est le syndicat unitaire des journalistes italiens, qui signe en leur nom la convention collective nationale. Depuis le 15 décembre 2015, il est présidé par Giuseppe Giulietti, qui a remplacé Santo Della Volpe après son décès. Le secrétaire du syndicat est Raffaele Lorusso.

## Histoire
Le premier syndicat de journalistes en Italie a été l'Associazione della Stampa Periodica Italiana, fondé à Rome le 16 décembre 1877 et présidé pour la première fois par Francesco De Sanctis. Elle regroupe à la fois des journalistes et des éditeurs.
La Fédération de la presse est fondée en 1908 par quelques associations régionales de journalistes, afin d'unifier la catégorie professionnelle et de la rendre indépendante des pouvoirs politiques et économiques. Elle est dissoute et remplacée de force en 1925 par le Syndicat fasciste des journalistes (Sindacato fascista dei giornalisti), créé l'année précédente. La FNSI est restaurée à la chute du fascisme, avec sa première réunion le 27 juillet 1943. Elle reprend ses activités à la fin de l'occupation nazie de Rome, le 7 juin 1944.
En 1974, elle fonde Casagit, le fonds autonome d'insertion pour les soins de santé des journalistes.
La Fédération nationale de la presse italienne comprend désormais 19 associations de presse régionales appelées Assostampa (celle de Campanie est expulsée en mars 2014), et trois associations de journalistes italiens à l'étranger (en France, en Allemagne et au Royaume-Uni). Elle est membre de la Fédération internationale des journalistes (FIJ).
Ses principaux objectifs sont d'être le gardien de la liberté de la presse, de garantir le pluralisme des médias et de protéger les droits des journalistes, notamment en promouvant la valeur professionnelle de la catégorie.